# Distretto di Pong Nam Ron
Il distretto di Pong Nam Ron (in thailandese: โป่งน้ำร้อน) è un distretto (amphoe) della Thailandia, situato nella provincia di Chanthaburi.